# 顧時
顧 時（こ じ、元統2年（1334年）- 洪武12年11月21日（1379年12月30日））は、元末明初の軍人。字は時挙。本貫は濠州。

## 生涯
才気高く奇略を好んだ。至正15年（1355年）、朱元璋に従って長江を渡った。功績を重ねて百夫長から元帥に任じられた。安慶・南昌・廬州・泰州を奪取し、天策衛指揮同知に抜擢された。李済が濠州に拠ると、顧時は平章の韓政に従って李済を討ち、これを降した。張士誠の昇山水寨を攻めるにあたって、顧時は小舟を繋ぎ合わせて敵軍の舟を包囲しようとした。敵兵の多くはこれを見て笑っていた。顧時はその油断に乗じて、壮士数人を率いて、大呼して敵軍の舟に躍りこんだ。敵軍は大混乱し、味方の舟は競って進撃した。張士誠の養子の五太子が来援すると、薛顕がこれを破り、五太子らは降った。顧時は徐達に従って呉（張士誠）を平定し、軍を返して山東を奪取した。
洪武元年（1368年）、大都督府副使に任じられ、同知率府事を兼ねた。徐達に従って河南・河北を平定し、運河を浚渫して水軍を通せるようにし、臨清から通州に入った。元の大都を攻めるにあたって、諸将とともに邏古北の諸隘口を分担した。徐達に従って平陽を奪取し、崞州を攻め落とし、逃亡した元の将軍の王信ら46人を捕らえた。蘭州を奪取し、慶陽を包囲した。張良臣が城下に兵を出すと、顧時はこれを撃破して、その部将9人を捕らえた。張良臣は再び出戦することなく、慶陽は平定された。徐達が南京に召還されると、顧時は騎兵を率いて静寧州を攻略し、賀宗哲を敗走させた。
洪武3年（1370年）、顧時は大都督同知に進み、済寧侯に封じられ、世券を与えられた。洪武4年（1371年）、左副将軍となり、傅友徳の副将として河南・陝西の兵を率いて夏を攻撃した。興元から進軍して階州・文州を攻め落とし、夏兵を漢州で撃破し、成都を攻略した。翌年、李文忠の副将として北征し、本隊とは別の道を通ってゴビ砂漠に入った。迷って道を失い、食糧が尽き、北元の軍と遭遇しても兵士たちは疲れ果てて戦うことができなかった。顧時は麾下数百人を率いて、馬を躍らせて元軍とぶつかった。元軍が退却すると、顧時は敵の遺棄した輜重と食糧・家畜を鹵獲して帰った。洪武6年（1373年）、徐達に従って北平に駐屯した。翌年、南京に召還された。洪武8年（1375年）、再び北平に駐屯した。
洪武12年（1379年）、死去した。享年は46。鍾山に葬られた。滕国公に追封され、諡は襄靖といった。
子の顧敬は金吾衛鎮撫となり、洪武15年（1382年）に侯爵を嗣いだ。左副将軍となり、龍泉山の賊を平定して功績があった。洪武23年（1390年）に顧時が生前に遡って胡惟庸の党の筆頭に列せられ、顧敬は連座して処刑され、爵位を剥奪された。